# Richard Müller (piosenkarz)
Richard Müller (ur. 6 września 1961 w Hlohovcu) – słowacki piosenkarz, kompozytor i autor tekstów.
Zdobył 18 nagród i siedem nominacji w konkursie muzycznym Aurel, pięć nagród w konkursie radiowym Grand Prix; 12-krotnie został wybrany jednym z najlepszych piosenkarzy w plebiscycie Slávik. Został także laureatem Kryształowego Skrzydła oraz nagrody Album Roku.

## Dyskografia
- Bioelektrovízia (1986)
- Up the Stairs (1986, anglojęzyczna wersja albumu Bioelektrovízia)
- Druhá doba?! (1988)
- Vpred? (1990)
- Banket ’84-’91 (1991), best of Banket
- Neuč vtáka lietať (1992)
- 33 (1994)
- Baal (1995)
- LSD (1996)
- Nočná optika (1998)
- Müllenium live (1999)
- Koniec sveta (1999)
- ... a hosté (2000)
- ´01 (2001)
- Retro (2002)
- Monogamný vzťah (2004)
- 44 (2005)
- Čo bolo, bolo (2006)
- Už (2010)
- Ešte (2011)
- Hlasy (2013)
- Hlasy 2 (2014)
- Socialní síť (2015)
- 55 (2016)